# Kyslytsia
Kyslytsia  (ucraniano: Кислиця) es una localidad del Raión de Izmail en el Óblast de Odesa de Ucrania. Según el censo de 2001, tiene una población de 2973 habitantes.